# Trond Andersen
Trond Andersen (Kristiansund, 6 januari 1975) is een voormalig betaald voetballer uit Noorwegen die speelde als verdediger. Hij beëindigde zijn loopbaan in 2008 bij de Deense club Brøndby IF.

## Interlandcarrière
Onder leiding van bondscoach Nils Johan Semb maakte Andersen zijn debuut voor het Noors voetbalelftal op 20 mei 1999 in de vriendschappelijke wedstrijd tegen Jamaica (6-0) in Oslo, net als Andreas Lund (Molde FK). Hij viel in dat duel na 79 minuten in voor Steffen Iversen. Andersen speelde in totaal 38 interlands voor zijn vaderland.

## Erelijst
Brøndby IF
- Deense beker

2008